# Крюков, Александр Павлович
Алекса́ндр Па́влович Крю́ков (1803, по другим сведениям 1800, Илецкая Защита, Оренбургская губерния — 7 [19] февраля 1833, Санкт-Петербург) — русский прозаик и поэт.

## Биография
Родился в дворянской семье.
С 1817 года служил в Илецкой соляной конторе чертёжником. Параллельно основному занятию изучал горное дело, механику, архитектуру.
Служил в Оренбурге, Петербурге, Астрахани.
Помещал стихотворения в разных журналах. В прозе напечатал: «Оренбургский меновой двор» («Отечественные записки», 1827, ч. 30); «Киргизцы». Отрывок из повести «Якуб-Батыр» («Литературная газета» 1830, № 7) и «Киргизский набег» («Северные цветы», 1830).
Значительная часть его творческого наследия осталась неопубликованной. «Рассказ моей бабушки» («Невский альманах», 1832) помог А. С. Пушкину в его работе над «Капитанской дочкой».
Брат его, Михаил Павлович, печатал стихотворения в «Вестнике Европы» 1820-х гг.